# Рудлиці
Рудлиці (пол. Rudlice) — село в Польщі, у гміні Острувек Велюнського повіту Лодзинського воєводства.
Населення — 218 осіб (2011).
У 1975—1998 роках село належало до Серадзького воєводства.

## Демографія
Демографічна структура станом на 31 березня 2011 року:
|          | Загалом | Допрацездатний вік | Працездатний вік | Постпрацездатний вік |
| -------- | ------- | ------------------ | ---------------- | -------------------- |
| Чоловіки | 106     | 19                 | 78               | 9                    |
| Жінки    | 112     | 19                 | 68               | 25                   |
| Разом    | 218     | 38                 | 146              | 34                   |